# Бенсаид, Александра
Александра Бенсаид (фр. Alexandra Bensaid; род. 28 июня 1973, Марсель) — французский репортёр, специализирующаяся на экономических и социальных вопросах. С 28 августа 2018 года является редактором Французского телевидения.

## Биография
Александра родилась в Марселе, училась в Колумбийском университете и Науки По, а затем поступила в Центр Подготовки Журналистов в Париже. Она начинает карьеру на France Info в 1997 году, а затем работает для France Inter в 1999 году, где с 2010 года проводит выпуски «Мы не останавливаем экономику», также является продюсером. В этом шоу приняли участие Джозеф Стиглиц, Кристин Лагард и Билл Гейтс.
В 2017 году она ведет заключительные дебаты между партийными кандидатами Бэнуа Амон и Мануэль Вальс с Давид Пужада и Жиль Було. Она также оживила дебаты между Фийон и Жюппе.
В августе 2018 года она заменила Франсуа Лангле на France 2 и начала работать в газете об экономических новостях «20-часов». Её первая редакция подготовлена с Анн-Софи Лапикс.